# Deinopis guasca
Deinopis guasca är en spindelart som beskrevs av Cândido Firmino de Mello-Leitão 1943. 
Deinopis guasca ingår i släktet Deinopis och familjen Deinopidae. Inga underarter finns listade i Catalogue of Life.